# Monastère de la Nouvelle Jérusalem
Le monastère de la Résurrection de la Nouvelle Jérusalem (Новоиерусапимский монастырь) est un monastère orthodoxe russe, situé près d'Istra, dans l'oblast de Moscou en Russie qui constitue un exemple magistral de l'architecture religieuse du XVIIe siècle.

## Histoire

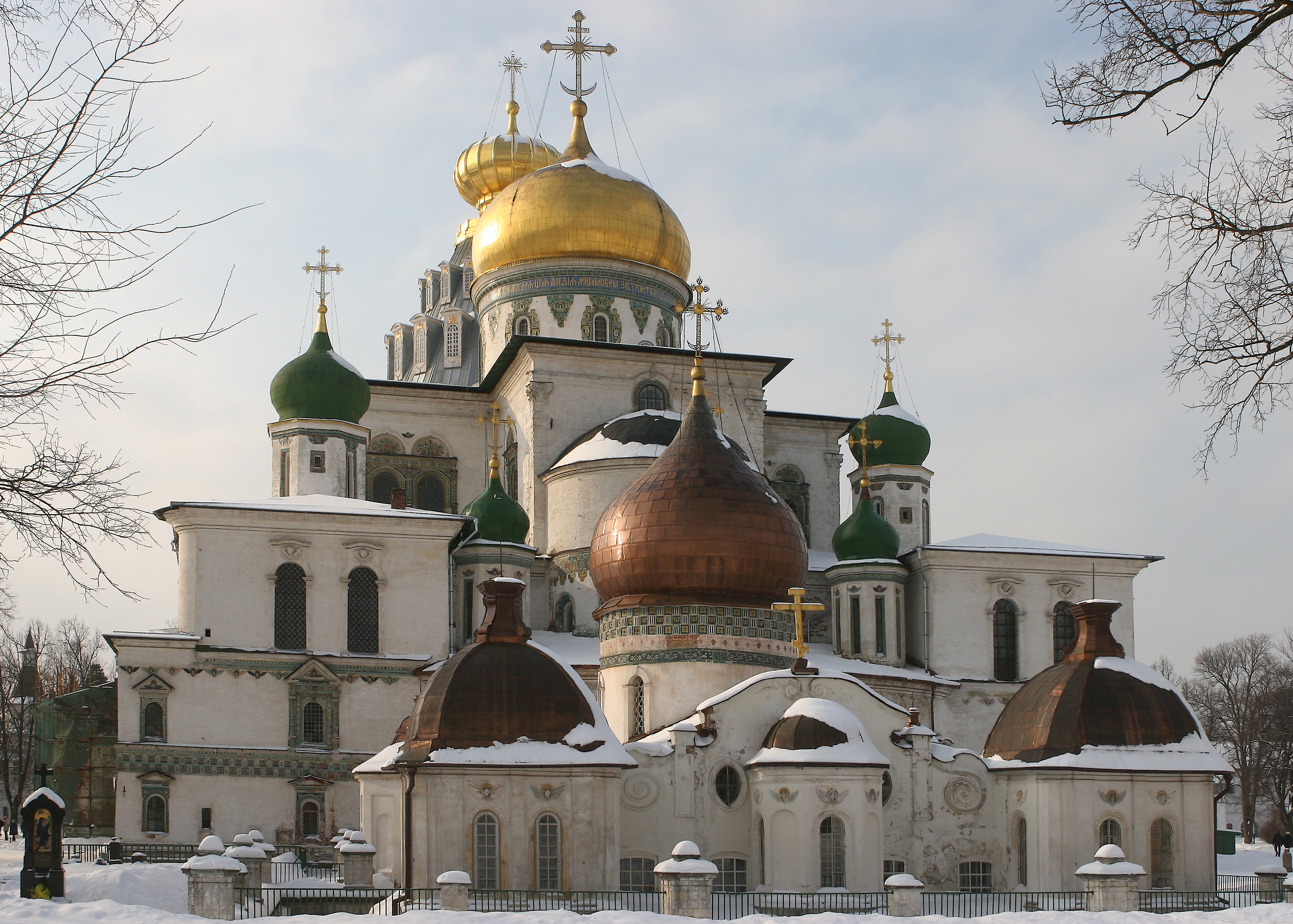
Le monastère de la Nouvelle Jérusalem

Le monastère fut fondé en 1656 par le patriarche de Moscou Nikon en tant que résidence patriarcale. Il est voué à la Résurrection de Jésus et se trouve sur un domaine nommé la Nouvelle Jérusalem, car chaque endroit (la rivière Istra figurant le Jourdain, etc.) prend son nom d'un lieu de Jérusalem ou de la Terre sainte, d'après les Saintes Écritures. À l'époque de sa fondation, Nikon choisit des moines venant de tous les lieux de l'orthodoxie et pas seulement russes.

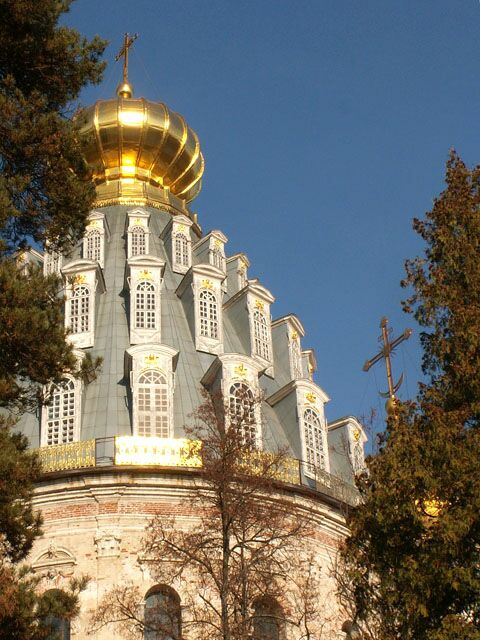
La coupole de l'église de la Résurrection

L'ensemble architectural comprend l'église abbatiale de la Résurrection (comme la basilique du même nom, à Jérusalem) qui fut construite entre 1656 et 1685, l'église de la Sainte-Trinité (entre 1688 et 1698), l'église souterraine de Saint-Constantin et Sainte-Hélène, le réfectoire avec l'église de la Nativité (fin XVIIes), l'aile des moines, la Porte sainte, les communs (1690-1694), le palais de Tatiana, l'infirmerie, les remparts avec leurs sept tours, la résidence du patriarche, etc. décorés de majoliques et de stucs. Les architectes Yakov Boukhvostov, Matveï Kazakov, Bartolomeo Rastrelli, Karl Blank et d'autres collaborèrent à l'édification et à la décoration de l'ensemble.
Le monastère possédait aussi une immense bibliothèque avec de nombreux manuscrits du patriarche Nikon et des domaines agricoles comptant jusqu'à 13 000 âmes, en 1764, lorsqu'il fut sécularisé. 
La Nouvelle Jérusalem ferma en 1918 à l'arrivée au pouvoir des bolcheviques et rouvrit en 1920 en tant que musée régional d'art. Le monastère fut saccagé par l'armée allemande en 1941. Ils démolirent le campanile principal et brûlèrent l'intérieur des églises.
En 1959, le Musée national d'histoire et d'art de la Nouvelle Jérusalem rouvrit. Les bâtiments furent restaurés, mais l'intérieur n'a jamais recouvré son aspect original, les murs étant totalement nus et le mobilier disparu.
En 1994, une petite communauté de moines s'est installée dans une des maisons restaurées.